# The Day I Tried to Live
The Day I Tried to Live är en låt av Soundgarden, komponerad av Chris Cornell. Den utgavs som singel 1994 och utgör den andra singeln från albumet Superunknown. Låten nådde trettonde plats på Hot Mainstream Rock Tracks.

## Medverkande
- Chris Cornell – sång, kompgitarr
- Kim Thayil – sologitarr
- Ben Shepherd – basgitarr, bakgrundssång
- Matt Cameron – trummor, bakgrundssång